# Ганг
 Тази статия е за реката в Южна Азия.  За американската архитектка вижте Джийн Ганг.  
Ганг (на английски: Ganges; на хинди: गंगा; на бенгалски: গঙ্গা; на урду: گنگا; на санскрит: गङ्गा) е река в Северна Индия и Бангладеш. С дължина 2525 km, тя извира от западната част на Хималаите в индийския щат Утаракханд и тече на юг и изток през Индо-Гангската равнина към Бенгалския залив, в който се влива чрез обширна делта, като оттокът ѝ е сред най-големите в света. Равнинната част на водосборния басейн на Ганг е една от най-гъсто населените области в света, като там живеят над 400 милиона души при средна гъстота на населението 390 души/km².
Ганг е най-свещената река за индуистите, които я почитат като богиня, и е жизненоважна за милиони индийци, които живеят по нейното течение и зависят от нея за ежедневните си нужди. Реката има и голямо историческо значение, като на нейните брегове са разположени много някогашни регионални и имперски столици, като Паталипутра, Канаудж, Кара, Варанаси, Аллахабад, Муршидабад, Мунгер, Бахарампур, Калкута.
Ганг се нарежда сред петте най-силно замърсени реки в света, като фекалното замърсяване над Варанаси надхвърля стократно допустимите стойности, а след града нивата са многократно по-високи. Замърсяването застрашава не само хората, но и над 140 вида риби, 90 вида земноводни и много редкия гангски делфин. Обявената от правителството през 80-те години програма за намаляване на замърсеността на Ганг претърпява пълен провал, поради корупцията и некомпетентността на администрацията, както и на здраво вкоренените местни традиции и липсата на съдействие от религиозните власти.

## Топография
Ганг е образувана от сливането на реките Бхагирати и Алакнанда близо до Деопраяг. Оттам тече през обширните равнини в Северна Индия (част от Индо-Гангската равнина) и се влива в Бенгалския залив, като образува делта. Два от големите ръкави са река Хугли близо до Калкута и река Падма, която навлиза на територията на Бангладеш.
Река Ямуна, която сама по себе си е голяма река и също смятана за свещена, е приток на Ганг. Сливат се там, където се намира свещеният град Праяг, днес известен като Аллахабад.

## Хидрография

### Русло и течение
В по-голямата част от руслото си, Ганг е типична равнинна река с бавно и спокойно течение, макар и да води началото си високо в Хималаите. Подхранва се от многобройни притоци, които извират от планините край Индо-Гангската равнина, през която протича по-голямата част от течението на реката. Равнината е необичайно равна – разликата във височините между Делхи, разположен на река Джамна, и Бенгалския залив, разстоянието между които е 1600 km, е 210 m. Наклонът на руслото на Ганг между градовете Харидвар и Аллахабад е 0,22 m на километър, а от Аллахабад до Калкута – 0,05 m на километър. Самото русло е с криволичещи форми, образува многобройни ръкави, плитчини, острови и протоци между ръкавите.
Посоката на течението на Ганг се изменя на няколко пъти: от изворите си реката тече на югозапад, край Харидвар се обръща на югоизток и тече в тази посока до Аллахабад, откъдето, почти до сливането си с притока Коши – право на изток, а оттам – в югоизточна посока. След това основното русло и някои ръкави на Ганг текат в югоизточно направление, а после се обръщат на юг до Бенгалския залив, а други като Бхагирати и Джаланги, протичат направо в южна посока. Част от ръкавите се сливат с ръкавите на Брахмапутра и Мегхна и се вливат в залива заедно с тях. Ширината на реката в средната ѝ, най-широка част, се колебае от 800 до 1500 m. В долното си течение, реката се разделя на многобройни ръкави, образувайки с Брахмапутра обща делта с дължина 300 km и ширина около 350 km.

### Водосборна площ и воден режим
Басейнът на Ганг е най-големият по площ в Южна Азия. Макар че по дължина Ганг е по-къса от Инд и Брахмапутра, тя ги превъзхожда по размерите на басейна си, който заема площ от 1 060 000 km², а заедно с басейна на Брахмапутра, с която Ганг формира обща делта – 1 643 000 km².
Част от захранването на реката е от дъждовен произход, поради влагата, носена от югозападните мусони и тропически циклони (в долното течение) от юли до октомври, а друга част е от снежен произход, за сметка на топенето на хималайските снегове от април до юни. През декември-януари в басейна на реката попада незначително количество валежи. Като цяло, показателите на валежите в басейна варират от 760 mm на година в западната част до над 2 300 mm на година на изток. В по-голямата част от течението на реката (с изключение на делтата), валежите са 760 – 1500 mm на година. В делтата често има силни циклонни валежи, както по време на сезона на мусоните, така и след него, тоест от март до октомври.
В резултат на променливия режим на валежите, реката е подложена на ежегодни разливи, макар и не толкова периодични или продължителни, колкото известните разливи на Нил. Двата влажни сезона са от април до юни (в резултат на топящите се снегове), и от юли до септември (в резултат на мусоните). Така например, по време на сезона на мусоните, водата в района на Варанаси и Аллахабад може да достигне до 15 – 16 m. През зимата нивото на водата в реката спада до минимума си.
Общата водна маса на реката е доста голяма – например при Варанаси, на разстояние 1224 km от устието си, даже през сухия сезон Ганг има ширина 430 – 440 m и до 12 m дълбочина, а по време на дъждовния сезон – 900 – 950 m ширина и до 20 m дълбочина. Средното количество вода, носено от реката в Бенгалския залив, се оценява на 12 000 m³/s.
През цялата година за реката е характерна мътната вода, поради съдържанието на голямо количество утайки в суспендирано състояние. Всяка година в делтата се отлагат около 180 млн. m³ утайки, и това определя промяната в цвета на водите в Бенгалския залив, която се забелязва дори на разстояние 150 km от брега. Когато реката се връща в обичайното си русло след сезонните наводнения, тя оставя много наноси, които осигуряват извънредно голямото почвено плодородие на околните равнини.

### Притоци
→ ляв приток; ← десен приток; дължина в km
- → Алакнанда 240
- ← Бхагиратхи 205
- → Наяр
- → Малин
- → Рамганга 600
- ← Каян
- ← Исан
- ← Панду
- ← Ямуна (Джамна) 1376
  - ← Чамбал 830
- ← Тонс (Тамса)
- → Гомати (Гомти) 805
- ← Сон 780
  - ← Риханд 250
- → Гхагхара (Карнали) 950
  - → Рапти (над 600)
- ← Пунпун
- → Гандак (Кали Гандак) 630
- ← Махана
- → Бая
- ← Чандан
- → Бурхи Гандак 579
- → Коси (Косе) 730
- → Махананда
- ← Мор 300 (влива се в ръкава Хугли)
- ← Дамодар 592 (влива се в ръкава Хугли)
- → Брахмапутра 2896
  - ← Тиста 310
- ← Мегхна 240

## География
Ганг условно се дели на три части: горно течение (около 800 km, от извора си до град Канпур), средно (от Канпур до границата на Индия с Бангладеш, приблизително около 1500 km по права линия) и долно (от границата на Бангладеш до устието на реката, около 300 km).

### Горно течение
Главнят извор на реката е Бхагиратхи (която не бива да се бърка с едноименния ръкав Ганг – Бхагиратхи), водеща началото си от района на Гаумукх (името на долния край на ледника Ганготри) в Хималаите. Мястото е в индийския щат Утаракханд, на височина от 7 756 метра над морското равнище. Край него се намира селище, което носи същото име като на ледника – Ганготри, което е свещено място в индуската религия (според вярващите, тук живее богинята на Ганг) и важен център на поклонение на индусите.
Отправяйки се на северозапад, в близост до селището Бхайронгхати, на надморска височина от 2 770 m, Бхагиратхи приема бурния приток Джадх-Ганг (Джахнави), който преди това е бил считан от европейците за извора на Ганг. По-нататък, реката се спуска през Предхималаите и в близост до селището Девпраяг, на надморска височина от 636 m, се слива с прозрачните води на Алакнанда, която също извира от ималайските ледници. От това място нататък, реката получава името Ганг.
Съединените Алакнанда и Бхагиратхи протичат през веригата хълмове Шивалик на надморска височина от 403 m край свещения град Харидвар и преминавайки през блатистата равнина Тера, излизат на огромната и изключително плодородна Индо-Гангска равнина. В горното си течение Ганг е бърз поток, насочен предимно на юг, а след като напуска планините се превръща в спокойна река, която се носи на югоизток. Едва в равнината, реката става плавателна, въпреки че до изграждането на Гангския канал съдове са навлизали до територията на съвременния парк Раджаджи.

### Средно течение
В средното си течение, Ганг забавя движението си, насочено към океана в югоизточна посока, като образува многобройни извивки, които са разположени в близост до големи градове: Канпур, Аллахабад, Мирзапур, Варанаси, Патна, Бхагалпур (в Индия), Раджшахи (в Бангладеш) и други. Въпреки че по права линия дължината на този участък е 1529 km, дължината на руслото със завоите всъщност е 2 597 km разстояние. Преди да достигне до Канаудж, от лявата си страна Ганг приема големия приток Рамгангу.
По-нататък, край Аллахабад, в Ганг се влива основния ѝ приток – Джамна (Ямуна), която, заедно с Ганг (според легендата, също и със Сарасвати) образува така наречената Тривени-Сангам, свещена за индусите. Със своите кристално чисти води, Ямуна разширява руслото на мръсножълтата Ганг до 800 m. Тя носи средно около един път и половина пъти повече вода от Ганг преди сливането им, така че, според формалните хидроложки правила, по-надолу по течението реката трябва да се нарича Ямуна, а не Ганг, но поради традицията и религиозните вярвания, въпросът за промяна на съществуващото име на реката не се поставя. След Аллахабад в Ганг се вливат следните притоци: отляво Гомти, отдясно Тамс и Карманаша, а малко преди Патна – отляво Гхагхра и отдясно Сон. Точно при Патна, в района на Хаджипур, се влива големия приток Кали Гандаки.
Накрая, след Бхагалпур, Ганг приема пълноводната Коши, спускаща се директно от Хималаите. Достигайки в средното си течение ширина от 1 500 m при дълбочина не повече от 10 m, Ганг завива рязко на югоизток, излизайки на най-равнинната западна част на Индо-Гангската равнина. Тук започва нейното долно течение, където тя се разклонява на ръкавите в делтата си. Близо до Сахебгандж наляво се отделя огромния ръкав Бхагиратхи, а основния канал на Ганг получава от това място нататък името Падма. След 100 km от река Падма се отделя още един голям ръкав, Джаланги.

### Долно течение и устие на реката
Преминавайки през низината 160 km, ръкавите Бхагиратхи и Джаланги се съединяват в общия ръкав Хугли, на който е разположен град Колката. След съединяването си с река Дамодар край град Чанданагар, Хугли става достъпна за морски кораби, а близо до остров Сагар, по-надолу от Колката, се влива в Бенгалския залив.
Отдавайки част от водите си на Хугли, Падма (основния канал на Ганг) продължава да се движи на югоизток и се разделя на плитки ръкави (Мартабангу, Гуру, Чундну). Сред това приема отляво големия приток Махананду, а близо до град Раджбари се съединява с Джамуна, голям ръкав на друга свещена за бенгалците река – Брахмапутра.
Съединените води на двете реки се изливат в Бенгалския залив, сливайки се с Мегхна. Започвайки от Раджбари, делтата на Ганг и Брахмапутра е най-сложната и най-голямата в света и е подложена на постоянна промяна. Участъкът земя между Хугли и Мегхна се нарича Сундарбан. Това е лабиринт от блата, реки, ръкави и заливи по брега на Бенгалския залив с дължина от 265 km и ширина от 350 km. В него често изникват и също толкова често и бързо изчезват кални и пясъчни острови, покрити с огромни гори, частично потопявани от наводнения и морски приливи, които оставят по островите слоеве наноси и отмиват остатъците от растения и животни.
Делтата на Ганг е разделена на източна (по-активна) и западна част. Сундарбан, най-големия регион на мангрови гори в света, е част от делтата на Ганг. По-далеч от брега, във вътрешността на континента, делтата пресъхва много бързо след наводнения, образувайки плодородната част на Бенгалия. В днешно време тя почти изцяло се използва за селскостопански цели, а последните ненаселени райони са покрити от почти непроходима растителност. Въпреки рисковете от наводнения, цунами и тропически циклони (както през 1961 и 1991 г. когато от природни явления намират смъртта си повече от 700 000 души), в делтата на Ганг продължават да живеят над 145 милиона души.

## Политическа география и население

### Етнически и религиозен състав на населението
Общият брой на населението в басейна на Ганг за 2001 г. е около 500 млн. души, живеещи на територията на Индия, Непал и Бангладеш, както и малка част в Китай и Бутан. Обикновено, разделение на етнически групи не се извършва, етническата принадлежност (с изключение на малцинствата) не е включена при преброяването на населението, а отделните групи обикновено се определят по езикови и религиозни признаци.
Населението в басейна на Ганг е със смесен произход. В западните и централните части на течението, жителите са предимно потомци на древните дравидски народи, към които по-късно се присъединяват говорещите индоарийски езици. В течение на столетията, с тях се смесват тюрки, монголи, афганистанци, перси и араби. На изток и на юг, особено в Бенгалия, дравидите са смесени с индоарийци и говорещите местни тибетско-бирмански езици. Европейците, които пристигат последни, са незначителна част от населението по реката.
Като цяло, жителите в района на речния басейн говорят на няколко десетки различни езика, повечето от които са от индоарийската група, и на повече от 200 диалекта от тази и други групи. Най-разпространени от тези езици са хинди (51 – 61%), бенгалски (25%, главно в Бенгалия), урду (6%), майтили (3%, предимно в Непал и Бихар) непалски (3%, освовно в Непал) панджаби (0,7%), боджпури (0,4 – 7,5%), тару (0,3%), тамангски (0,3%), ория (0,3%), магахи (0 – 2,3%, в Бихар), мунда и английски Английският, въпреки че не е включен в публикуваните данни от преброяванията, е доста разпространен като втори език сред населението и се използва в писмена форма.
Сред жителите на региона, най-голямата религиозна общност са индусите – около 75%, друга основна религиозна група са мюсюлманите, които са около 23% и от които приблизително една трета живее в Бангладеш, където са преобладаващата част от населението. По-малки религиозни групи са будистите (0,8%), сикхите и християните (по около 0,5%) и джайнистите (0,1%).. Малки, но културно значими са групите на анимистите (сред адивасите) и зороастрийците.

### Политическа география
Река Ганг тече главно на територията на Индия, като малко преди вливането си в Бенгалския залив преминава на територията на Бангладеш. В Индия реката преминава през щатите Утаракханд, Утар Прадеш, Бихар, Джаркханд (на границата) и Западна Бенгалия. В Бангладеш, главният ръкав на реката, Падма, служи като граница между областите Раджшахи и Кхулна, а след това преминава през областта Дака. Областите Кхулна и Барисал влизат изцяло в делтата, а областите на Раджшахи, Дака и Читагонг – отчасти. Към басейна на реката спада и Непал, тъй като на практика почти всички реки, извиращи от Хималаите на територията на тази страна, текат в посока на гангската долина и са притоци на Ганг.

### Градове на бреговете на Ганг
Долината на Ганг е едно от най-гъсто населените места на планетата. По-долу са изброени най-големите градове, разположени по реката. Списъкът е подреден по посока на течението, с изключение на делтата (в индийския щат Западна Бенгалия и Бангладеш). Голяма част от Западна Бенгалия и почти една трета от територията на Бангладеш влизат директно в басейна на Ганг – в списъка градовете там са разположени главно по ръкавите Хугли и Падма (основния канал), както и по множеството по-малки канали. В скоби е указан броят на населението според преброяването от 2001 г. за Индия и приблизителна оценка за периода 2000 – 2008 г. за Бангладеш.
- Индия:
  - Щат Утаракханд:
    - Ришикеш (59 600)
    - Харидвар (175 100)

  - Щат Утар Прадеш:
    - Фарукхабад (227 876)
    - Канаудж (71 530)
    - Канпур (4 167 999)
    - Аллахабад (1 215 348)
    - Мирзапур (205 264)
    - Варанаси (1 100 748)

  - Щат Бихар:
    - Ара (203 395)
    - Чхапра (178 835)
    - Данапур (158 488)
    - Патна (1 697 976)
    - Мунгер (187 311)
    - Бхагалпур (350 133)

  - Щат Джарканд:
    - Малък щат, няма големи градове.

  - Щат Западна Бенгалия:
    - Джангипур (74 464)
    - Бахарампур (160 168)
    - Кришнанагар (139 070)
    - Барасат (237 783)
    - Баракпор (144 331)
    - Калкута (5 080 519)
    - Алипор
    - Хаура (1 007 532)
    - Халдия (170 256)

- Бангладеш:
  - Градове:
    - Раджшахи (472 775)
    - Кхулна (855 650)
    - Барисал (210 374)
    - Джесор (243 987)
    - Пабне (138 000)
    - Чандпуре (94 821)

## История
По време на ранната ведическа цивилизация Ганг няма голямо значение, а основните реки в „Ригведа“ са Инд и легендарната Сарасвати. По-късно, ведите започват да обръщат повече внимание на Ганг, за което свидетелстват многобройните ѝ споменавания.
Вероятно, първи сред представителите на западната култура споменава реката Мегастен в своя ръкопис „Индика“:

„Индия има много реки, големи и плавателни, които започват от северните планини и пресичат страната, и повечето от тях, обединявайки се заедно, се вливат в реката, наречена Ганг. Тази река, широка до 30 стадия, тече от север на юг, и се влива в океана в държавата Гангаридаи която има голяма армия от слонове.“.

През вековете, Индо-Гангската равнина е средище на многобройни индийски цивилизации. По бреговете на Ганг е разположен центъра на империята на Маурите, най-вече по времето на цар Ашока. Столица на империята е бил и град Патлипутра (днешния Патна). Канаудж, също на брега на Ганг, е център на империята Харша, която през 7 век обхваща цяла Северна Индия. Центрове на последвалата Империя на Великите моголи са Агра и Делхи, разположени на брега на основния приток на Ганг – Ямуна. По време на управлението на мюсюлманите, властта им се разпростира по цялата дължина на реката, включително Бенгалия. Други центрове на властта на мюсюлмански държави са градове, намиращи в делтата на Ганг – Дака и Муршидабад..
Най-новата история на Ганг се отнася предимно до британското управление. Британската източноиндийска компания основава град Калкута (сега Колката) на брега на ръкава Хугли в края на 17 век и постепенно разширява влиянието си върху цялата територия на долината на Ганг, достигайки Делхи в началото на 19 век. През 1848 г. териториите на компанията са реорганизирани в Британска Индия, която владее цялото течение на Ганг и по-голямата част от басейна ѝ до обявяването на независимостта на Индия през 1947 г.
В резултат на разделянето на Британска Индия, по-голямата част от реката остава на територията на Индия, а част от нейната делта – на тази на Пакистан. През 1971 г. бенгалските територии на Пакистан се отделят в резултат на Войната за независимост и образуват независимата държава Бангладеш.

## Флора и фауна
Историческите сведения за долината на реките Ганга и Джамна сочат, че те били покрити от гъсти гори, които се запазили частично до 16 – 17 век. Тези гори били обитавани от слонове, биволи, носорог, лъвове, тигри. Крайбрежната зона на Ганг е притегателно място за изключително разнообразие от птици, около 140 вида риби, 35 влечуги и 42 вида бозайници.
На територията в близост до реката и нейните притоци днес са разпространени редки видове животни, които днес са защитени – маймуни, мечки, лисици, леопарди, снежен барс, няколко вида елени (в това число и петнист елен), кабарга, бодливи свинчета и други. Тук са разпространени много видове пеперуди и други разнообразни насекоми. Районът около делтата на Ганг е известен като Сундарбан („Красиви гори“), където гъстите мангрови гори са обитавани от бенгалски тигри.
Два вида делфини живеят в Ганг – Platanista gangetica и Orcaella brevirostris. Ганг е обитавана и от рядък вид сладководна акула – Glyphis gangeticus, за който се знае малко.

## Замърсяване
Водосборният басейн на Ганг е изключително плодороден и около 8% от населението на света живее там. Поради тази изключителна гъстота на населението обаче, ръстът на замърсяването и унищожаването на естествената среда се увеличава бързо. Голям дял в замърсяването на реката имат предприятията от кожарската промишленост, особено в Канпур, която се развива с високи темпове.
Освен това в реката се изхвърля голямо количество отпадни води. Религиозната символика на Ганг е причина индусите да кремират покойниците на брега на реката и да хвърлят човешките останки и изгорените въглища в нея. Тази практика е особено популярна във Варанаси. Под влиянието на тези фактори естествените качества на водата за къпане и задоволяване на питейните нужди са силно редуцирани и носят риск за населението.